# Charles Eugène de Croÿ
Charles Eugène de Croÿ, Duc de Croÿ (* 1651 in Roeulx, Hainaut, Belgien; † 30. Januar 1702 in Reval, Schwedisch-Estland) war ein Feldmarschall im Dienste des römisch-deutschen Kaisers und des russischen Zaren.

## Familie
Charles Eugène entstammte dem alten, ursprünglich aus der Grafschaft Ponthieu in der Picardie kommenden Adelsgeschlecht Croÿ, das urkundlich erstmals im 12. Jahrhundert erwähnt wird. Er war der Sohn des Jacques Philippe de Croÿ, Prince de Croÿ (1614–1685), Herr auf Roeulx, und der Johanna Gräfin von Bronckhorst-Batenburg (1627–?), Tochter von Johann Jakob von Bronckhorst-Batenburg (1582–1630).
Croÿ heiratete im Jahr 1681 Juliana Gräfin von dem Bergh (* 20. Januar 1638 in Zutphen, Gelderland, Niederlande; † Oktober 1714), die Tochter des Heinrich Graf von dem Bergh (1573–1638) und dessen zweiter Ehefrau Hieronyma Katharina Gräfin von Spaur (1600–1683).

## Leben

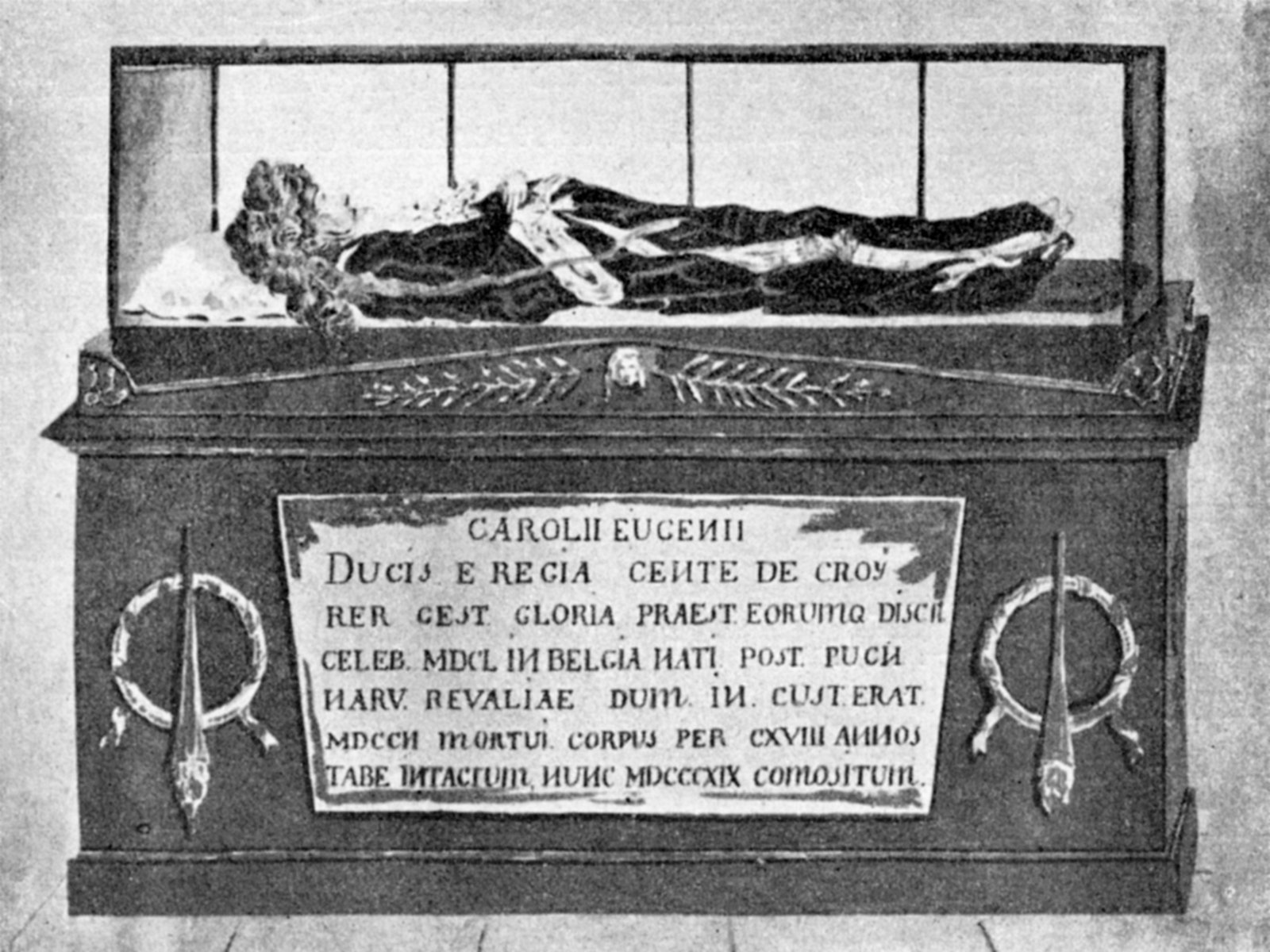
Die Mumie Charles Eugène de Croÿs in der Niguliste kirik von Tallinn. Zeichnung aus dem 19. Jahrhundert.
Sein Leichnam war auch 100 Jahre nach seinem Tod immer noch vollständig erhalten und 1818 zur Besichtigung in der Kapelle freigegeben worden. Croy wurde zu einer Revaler Reliquie. Schon bald war jedoch die zur Attraktion gewordene mumifizierte Leiche abgegriffen. Erst 1879 wurde Croy eine richtige Beerdigung zuteil.

Er begann seinen Dienst in der dänischen Armee, für die er im Rang eines Obersts und als Kommandeur eines Regiments im Jahr 1676 an der Schlacht bei Lund gegen die Schweden teilnahm. 1677 wurde er zum Generalmajor, 1678 zum Generalleutnant befördert. Seit 1682 kämpfte er mit Erfolg in der Kaiserlichen Armee gegen die Türken und nahm 1683 an der Befreiung von Wien teil. Er wurde für seine Verdienste zum Kaiserlichen Feldmarschall befördert.
Von 1689 bis 1694 war er Befehlshaber der Kroatischen Militärgrenze in Karlstadt (Karlovac). 1693 unternahm er eine vergebliche Belagerung Belgrads, die die Türken aber von einem Angriff auf Siebenbürgen abhielt. Nach dem Frieden von Karlowitz war Croy beschäftigungslos und ging 1699 zunächst in sächsische Dienste über. 
Auf Empfehlung von August dem Starken traten er und eine weitere Gruppe ausländischer Offiziere 1699 in die Dienste des russischen Zaren Peter des Großen. Croy erreichte erst Mitte 1700 Russland und erhielt unmittelbar aus den Händen von Peter I. den Rang eines Feldmarschalls (der Zweite in der Geschichte der russischen Armee nach Fjodor Alexejewitsch Golowin). Er wurde Befehlshaber der russischen Armee in Livland, die dort im Großen Nordischen Krieg gegen Schweden kämpfte. Diese Entscheidung sollte sich allerdings als folgenschwer erweisen: Croÿ sprach nämlich kein Russisch, kannte die ihm unterstehenden russischen Offiziere nicht und hatte deshalb Schwierigkeiten, Befehle zu erteilen. Dazu kam, dass er mit der Aufstellung der russischen Truppen nicht einverstanden war. Am 20. November 1700 kommandierte er die russischen Truppen in der Schlacht bei Narva, die gegen die Schweden verloren ging. Er wurde von Peter nicht für die Niederlage verantwortlich gemacht. Dieser soll gesagt haben, dass wenn er Croy das Kommando über die Armee vor Narva zwei Wochen früher gegeben hätte, es nicht zur Niederlage gekommen wäre.
Croÿ starb 1702 in Reval in Schwedisch-Estland als Kriegsgefangener.
Seine Lebens- und Todesgeschichte wurde vom deutschen Schriftsteller Werner Bergengruen in seinem Erzählband Der Tod von Reval. Kuriose Geschichten aus einer alten Stadt (1939) literarisch verarbeitet.